# Иванково (Спасский район)
Иванково — село в Спасском районе Рязанской области, входит в состав Выжелесского сельского поселения. 

## География
Село расположено в 8 км на северо-восток от центра поселения села Выжелес и в 41 км на северо-восток от районного центра Спасска-Рязанского. 

## История
Иванково первоначально в качестве деревни принадлежало к селу Выжелесу. В окладных книгах 1676 года упоминается церковь св. апостола и евангелиста Иоанна Богослова, в селе Иванкове двор помещика Ивана Григорьевича Неронова, 42 двора крестьянских, 10 дворов бобыльских…
29 марта 1788 г. села Иванкова иерей Михаил Петров с прихожанами испрашивали дозволение на построение, вместо ветхой, новой деревянной церкви в честь Иоанна Богослова с приделом Никольским, на построение которой и дана храмозданная грамота села Иванкова иерею Стефану Борисову 11 сентября 1789 г. за № 2236. В сентябре 1792 г. подано было прошение об освящении новопостроенной церкви. 
В XIX — начале XX века село входило в состав Выжелесской волости Спасского уезда Рязанской губернии. В 1906 году в деревне было 145 дворов.
С 1929 года село являлось центром Иванковского сельсовета Ижевского района Рязанского округа Московской области, с 1937 года — в составе Рязанской области, с 1963 года — в составе Спасского района, с 2005 года — в составе Выжелесского сельского поселения.

## Население
| 1859 | 1897 | 1906  | 2010 |
| ---- | ---- | ----- | ---- |
| 838  | ↘705 | ↗1000 | ↘322 |

## Инфраструктура
В селе имеются сельский Дом Культуры, отделение почтовой связи.

## Достопримечательности
В селе находится полуразрушенная Колокольня церкви Иоанна Богослова (1892).